# Mauritz Persson
Mauritz Persson, född 15 mars 1895 i Mörrums församling, Blekinge län, död 29 januari 1956 i Halmstad, var en svensk kirurg.
Persson, som var son till sjökapten Sven Persson och Gunhild Nilsson, avlade studentexamen i Malmö 1912, blev medicine kandidat vid Lunds universitet 1915, medicine licentiat vid Karolinska Institutet 1921 och medicine doktor vid Uppsala universitet 1945. Han var underläkare vid Lidköpings lasarett 1922, vid Serafimerlasarettet 1923–1927, Sabbatsbergs sjukhus kirurgiska avdelning 1928–1931, extra ordinarie amanuens vid Sabbatsbergs öronklinik 1932, överläkare vid Bodens garnisonssjukhus 1933–1940, vid Varbergs lasarett 1940–1945, vid kirurgiska avdelningen på Halmstads länslasarett från 1945. Han var marinläkare 1918–1932 och regementsläkare 1932–1940, i reserven från 1940. Han var ledamot av stadsfullmäktige i Bodens stad 1938–1940. Han skrev gradualavhandlingen Pathogenese und Behandlung der kienböckschen Lunatummalazie (1945)  och diverse artiklar i kirurgiska ämnen.